# Kawajima
Kawajima (川島町, Kawajima-machi) est un bourg du district de Hiki, dans la préfecture de Saitama, au Japon.

## Géographie

### Démographie
Au 1er décembre 2013, la population de Kawajima s'élevait à 21 301 habitants répartis sur une superficie de 41,72 km2.